# Langues italo-romanes

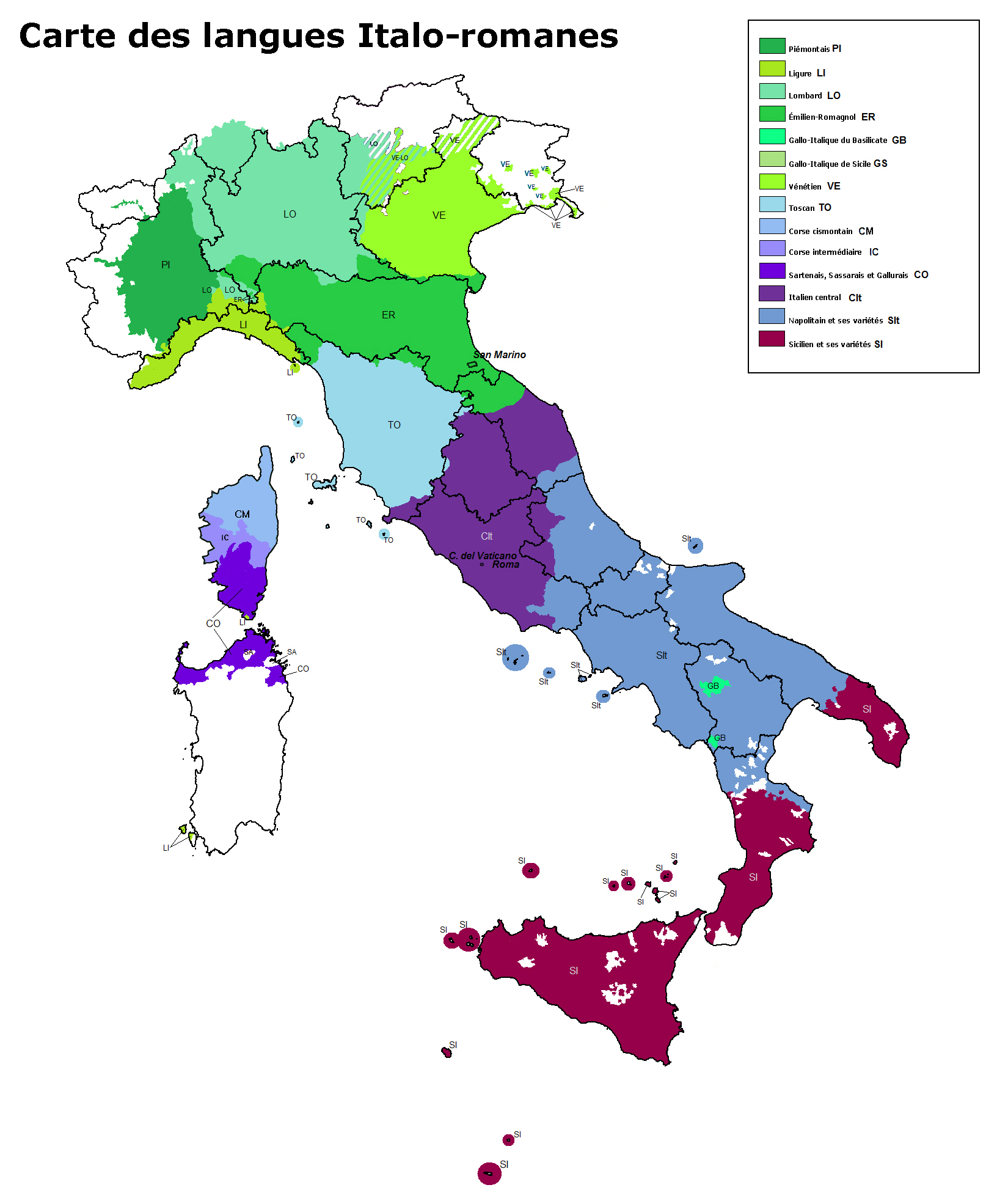
Langues italo-romanes,,,.

Les langues italo-romanes constituent un sous-ensemble des langues romanes, dont le représentant le plus connu est l'italien littéraire, mais qui comporte un grand nombre de dialectes (plus de deux cents). On distingue en son sein deux groupes clairement différenciés, séparés par un grand faisceau d'isoglosses, la ligne Massa-Senigallia (dite de manière moins exacte "ligne La Spezia-Rimini"), qui correspond à la coupure des langues romanes en deux grands groupes: la Romania occidentale (incluant l'italien septentrional) et la Romania orientale (incluant l'italien centro-méridional et de l'extrême-sud). De ce fait, on sépare généralement le nord-italien (gallo-italique et vénitien) de l'italo-roman au sens strict, inclus dans l'italo-dalmate.

## Italien septentrional
L'italien septentrional (ou nord-italien) est un groupe de dialectes parlés dans le nord de l'Italie, intermédiaires entre l'italo-roman et le gallo-roman (à l'instar du rhéto-roman) :
- Sous-groupe gallo-italique, avec un substrat celtique : lombard (lumbart), ligure (lìgure) avec sa variante intémélienne, piémontais (piemontèis) et émilien-romagnol. Le piémontais s'est doté d'une variété standard.
- Sous-groupe vénitien (vèneto) avec substrat italique (vénète).
  - Le dialecte istriote[6] parlé sur la côte ouest et sud de l'Istrie (Croatie), est très difficile à classer : on le considère soit comme un type particulier de vénitien, soit comme un dialecte distinct du vénitien, soit encore comme un idiome intermédiaire entre le vénitien et le dalmate.

## Italo-dalmate
1. Toscan :
  - Toscan, regroupant plusieurs parlers communaux de Toscane[7]. Il intègre, par ailleurs, la langue corse et ses variantes. 
    - Toscan florentin, promu par Dante au XIIIe siècle, il constitue la base normalisée de la langue officielle italienne.
    - Corse (corsu) devenu une langue par élaboration, mais dérivant du toscan, avec des influences du ligure et un substrat ancien proche du sarde : parlé en Corse mais aussi au nord de la Sardaigne (variantes gallurese et sassarese).
2. Italien central :
  - Italien central, parlé dans les régions d'Ombrie, du Latium, des Marches et des Abruzzes. On distingue de nombreux idiomes suivant les régions : le laziale dans le Latium aux alentours de Rome et dans la province de Viterbe (viterbese). L'ombrien (ou umbro) en Ombrie ;  le marchigiano englobant les parlers usités dans les Marches (notamment ceux d'Ancône, de Fabriano, de Macerata, de Fermo et de Camerino) ; le dialecte sabin.
    - romanesco contemporain, dialecte influencé par le toscan parlé à Rome ayant remplacé depuis la renaissance le romanesco ancien, hérité du Moyen Âge.
3. Italien méridional :
  - Italien méridional, parlé dans les régions de Campanie, du Molise, des Pouilles, du Basilicate ainsi que dans le nord de la Calabre, mais également les marges du Latium et des Marches. L'italien méridional comprend le molisano qui est le parler du Molise.
    - Dialectes de type napolitain, comprenant le campanien (soit le napolitain de Naples et ses variantes suivant les contrées de Campanie : beneventano de Bénévent, salernitano de Salerne) Ainsi que le ciociaro de Frosinone dans la partie méridionale du Latium, et le second dialecte napolitain de la vallée de Comino, le calabrais septentrional (parlé dans le nord de la Calabre), ainsi que les deux variétés de lucan (ou lucanien) parlées dans la Basilicate ainsi que dans une partie de la province calabraise de Cosenza.
    - Les dialectes apuliens, employés dans la région des Pouilles et comprenant trois variantes : le foggiano, parlé dans la province de Foggia ; le dialecte de Bari (« barese », ou barése en barais), usité dans les provinces de Bari, de Brindisi et dans les contrées orientales de la Basilicate ; et enfin le tarentin, parlé dans la ville de Tarente et ses proches alentours.
4. Dialectes italiens méridionaux extrêmes :
  - Sicilien de Sicile, ancré sur l'île aux trois pointes et divisé en une multitude de dialectes et de sous-dialectes régionaux, voire communaux. À titre d'exemple, le parler d'Agrigente est un sous-dialecte du sicilien occidental, lequel est lui-même un dialecte du sicilien de Sicile.
  - Calabrais centro-méridional, parlé en Calabre citérieure et lui aussi divisé en plusieurs dialectes.
  - Salentin est usité dans le Salento, dans le sud des Pouilles. Les dialectes apuliens à transition salentine sont parlés, quant à eux, dans les provinces de Brindisi et de Tarente.

Cette typologie est toutefois sommaire et ne décrit pas avec précision la diversité des parlers italo-romans.